# Битва при Наджафгархе
Битва при Наджафгархе (англ. Battle of Najafgarh) — одно из сражений во время Восстания сипаев. Большой отряд повстанцев вышел из Дели с целью атаковать с тыла британские силы, осаждающие город. Осаждающие выслали отряд чтобы перехватить мятежников и разбить их воспользовавшись благоприятным моментом, когда повстанческое войско пришло в беспорядок при проходе через пересечённую местность и между их командирами возникли споры.

## Вспышка восстания
Сипаи (индийские наёмные солдаты) Бенгальской армии Британской ост-индской компании базировавшиеся в Мератхе подняли бунт против своих британских офицеров и отправились маршем на Дели. С прибытием туда они присоединились к мятежным толпам в городе и сипайским полкам, расположенным близ Дели. 11 мая 1857 мятежники овладели городом, перебив британских офицеров и гражданских. Они провозгласили восстановление империи Великих Моголов. Император Бахадур-шах II с неохотой заявил о своей поддержке восстания. Новости о реставрации власти императора побудили многие другие полки сипаев и прочие нерегулярные силы примкнуть к восстанию и пойти маршем к Дели.

## Осада Дели
Небольшое британское войско подошло к Дели и заняло хребет вне пределов города, где они ожидали подкреплений, перед тем как получить возможность пойти на штурм города. Сипаи и прочие силы периодически атаковали хребет, но были разбиваемы и отступали обратно в Дели Среди повстанцев не было общего руководства, каждый сипайский полк отказывался подчиняться приказам офицеров других полков. Хотя Бахадур-шах назначил своего сына Мирзу Могола главнокомандующим своих армий, новоиспечённый генералиссимус не имел военного опыта и по-существу не имел влияния на происходящие события, так как большинство сипаев его просто игнорировали.
1 июля сипайские полки, поднявшие восстания в Барейлли прибыли к Дели, вместе с 4 тыс. мусульманских гази. Их возглавлял Бахт-хан, офицер-ветеран артиллерии Ост-индской компании. Бахадур-шах, довольный количеством новоприбывших (и сокровищами) которых Бахт-хан привёл собой и поставил его на пост командующего армиями. Тем не менее офицеры остальных сипайских полков завидовали его полномочиям. 9 июля под руководством Бахт-хана восставшие предприняли масштабную атаку на британские позиции, но были отброшены, хотя были близки к успеху. К концу месяца после провала последующих атак критики Бахт-хана побудили Бахадур-шаха поставить во главе армии военный комитет из десяти человек, возглавляемый Мирзой Моголом.

## Выдвижение мятежников
К середине августа последние значительные подкрепления сипаев достигли Дели, но большое число сипаев было разочаровано постоянными военными неудачами, дрязгами среди командиров, недостаточным снабжением и дезертировало. Бахт-хан с запозданием предложил атаковать британскую позицию с тыла. По плану большой отряд должен был выйти из города и пойти на запад, якобы на Джайпур, но затем совершить поворот и пересечь канал от реки Джамна, защищавшей британский тыл через мост у Наджафгарха. 24 августа войско (8 тыс. сипаев при 13-ти орудиях пришедших в Дели из Барейлли, Насирабада и Нимуча) вышло из Дели под сильным дождём.
Вечером того же дня повстанческое войско достигло канала через реку Джамна, но обнаружили, что мост у Палама, через который они планировали перейти реку, уже был разрушен британцами. Восставшие предвидели это, в течение 24 часов они починили мост, но в течение этих суток их войска промокли под дождём и оставались без пищи, (снабженцы Дели доставили только небольшое количество провианта). 25 августа Нимучская бригада сипаев пошла в авангарде, двигаясь вдоль края болота у Наджафгарха.

## Выдвижение британцев
Атака, спланированная Бахт-ханом, запоздала по меньшей мере на десять дней. 14 августа к британцам на помощь подошла Пенджабская летучая колонна из 4.200 британцев, сикхов и пенджабцев под командой бригадного генерала Джона Николсона, который был хорошо известен как волевой и стойкий солдат по сравнению с нервным и слабохарактерным генералом-майором Арчдейлом Уилсоном, командиром сил, занимавших Делийский хребет.
24 августа были замечены силы Бахт-хана, выходившие из Дели и направляющиеся на запад. Николсон получил приказ перехватить их и вышел утром 25 августа. Сэр Теофилус Меткалф, бывший главный магистрат Дели, чудом бежавший из города 11 мая, сопровождал его как проводника. Несмотря на проливный дождь и наводнение, Николсон повёл своих людей быстрым маршем.
В 16.00 Меткалф обнаружил позицию Нимучского контингента. Главный отряд с четырьмя орудиями занял караван-сарай за рекой. Остальные девять орудий были размещены между постройкой и мостом у Палама. Большинство измученных мятежников разбивали лагерь, свалив в кучу оружие и амуницию.

## Битва
Орудия мятежников прикрывали мост через реку, но войска Николсона перешли реку вброд выше по течению и построились в две линии, британская артиллерия обстреляла караван-сарай. Николсон приказал дать сигнал к наступлению и лично возглавил 61-й пехотный полк и 1-й бенгальский стрелковый полк, они пробежали 180 м по грязи, чтобы штурмовать караван-сарай. На правом фланге британцев 2-й пенджабский пехотный полк (стрелки Грина) атаковали саму деревню Наджафгарх.
В ходе отступления Нимучский контингент повстанцев понёс тяжелые потери от артиллерийского огня, мятежники пытались перейти или обойти болото. Выжившие были спасены Насирабадской бригадой, наступавшей на правый фланг британцев. Пенджабская пехота потеряла своего командира, но удерживала позиции, пока ей на помощь не пришёл 61-й полк. Однако Бахт-хан не выдвинул свою барейлийскую бригаду и вместо этого отступил в Дели, когда солдаты из нимучского контингента отступали через его позиции.
Британцы захватили все орудия Бахт-хана и нанесли повстанцам большие потери. Тем не менее, Николсон не знал о присутствии у Палама барейлийской бригады и был расстроен тем, что на следующий день не удалось продолжить атаку. Он обвинил своего друга Джона Лоуренса комиссара Пенджаба «У меня не были информации и даже проводника, я не мог соориентироваться на дороге».

## Последствия
Британцы одержали первый ясный успех в войне с повстанцами за последние два месяца. Надежды сипаев на успех восстания всё более разрушались. Их поражение было обусловлено плохим командованием, оставившим солдат без пищи под муссонными дождями, а также ссорами между командирами. За три дня до битвы командиры нимучского контингента (генерал Судхари Сингх и генерал-майор Хира Сингх) попытались отрешить Бахт-хана от командования. Его отказ прийти им на помощь, когда они подверглись атаке, породил дальнейшие распри.